# Challenge d'Asie de hockey sur glace 2016
Navigation
Taïwan 2015 Thaïlande 2017
Le Challenge d'Asie de hockey sur glace 2016 est la neuvième édition de cette compétition de hockey sur glace organisée par la Fédération internationale de hockey sur glace. Il a lieu du 12 mars au 18 mars 2016 à Abou dabi aux Émirats arabes unis.
Vainqueur de toutes ses rencontres, Taïwan remporte son sixième titre, le quatrième consécutif.
Indépendamment du groupe élite, un second échelon appelé Division I est organisé à Bichkek au Kirghizistan (9-14 avril 2016).

## Division élite
La Division élite a lieu du 12 mars au 18 mars 2016 à Abou dabi aux Émirats arabes unis. Il s'agit de la troisième édition jouée dans ce pays celle de 2009 et 2014. Cinq équipes prennent part au tournoi : les Émirats arabes unis, la Mongolie,  Singapour, la Thaïlande et Taïwan.
Les cinq équipes participantes sont rassemblées au sein d'une poule unique. Chaque équipe s'affronte une fois. Un classement est ensuite établi. La répartition des points durant cette phase est la suivante : une victoire dans le temps règlementaire vaut 3 points, une victoire après une prolongation (mort subite) ou une séance de tirs de fusillade 2 points, une défaite après une prolongation ou une séance de tirs de fusillade 1 point, une défaite dans le temps règlementaire 0 point. Si deux équipes ou plus sont à égalité de points, seules les rencontres opposant les équipes concernées sont prises en compte pour les départager. L'équipe finissant première remporte le titre tandis que celle se classant au dernier rang est relégué en Division I pour l'édition 2017.

### Résultats
| 12 mars 2016 | Singapour | 0-11 (0-2, 0-6, 0-3) | Mongolie | Abu Dhabi Arena 78 spectateurs |

| Feuille de match | Feuille de match | Feuille de match | Feuille de match | Feuille de match |
| ---------------- | ---------------- | ---------------- | ---------------- | ---------------- |
|                  |                  |                  |                  |                  |
|                  |                  |                  |                  |                  |
|                  |                  |                  |                  |                  |
|                  |                  |                  |                  |                  |

| 12 mars 2016 | Thaïlande | 1-6 (1-0, 0-4, 0-2) | Émirats arabes unis | Abu Dhabi Arena 133 spectateurs |

| Feuille de match | Feuille de match | Feuille de match | Feuille de match | Feuille de match |
| ---------------- | ---------------- | ---------------- | ---------------- | ---------------- |
|                  |                  |                  |                  |                  |
|                  |                  |                  |                  |                  |
|                  |                  |                  |                  |                  |
|                  |                  |                  |                  |                  |

| 13 mars 2016 | Taïwan | 8-1 (3-1, 1-0, 4-0) | Thaïlande | Abu Dhabi Arena 132 spectateurs |

| Feuille de match | Feuille de match | Feuille de match | Feuille de match | Feuille de match |
| ---------------- | ---------------- | ---------------- | ---------------- | ---------------- |
|                  |                  |                  |                  |                  |
|                  |                  |                  |                  |                  |
|                  |                  |                  |                  |                  |
|                  |                  |                  |                  |                  |

| 13 mars 2016 | Émirats arabes unis | 5-2 (0-0, 3-1, 2-1) | Singapour | Abu Dhabi Arena 176 spectateurs |

| Feuille de match | Feuille de match | Feuille de match | Feuille de match | Feuille de match |
| ---------------- | ---------------- | ---------------- | ---------------- | ---------------- |
|                  |                  |                  |                  |                  |
|                  |                  |                  |                  |                  |
|                  |                  |                  |                  |                  |
|                  |                  |                  |                  |                  |

| 15 mars 2016 | Singapour | 2-14 (1-7, 0-5, 1-2) | Taïwan | Abu Dhabi Arena 97 spectateurs |

| Feuille de match | Feuille de match | Feuille de match | Feuille de match | Feuille de match |
| ---------------- | ---------------- | ---------------- | ---------------- | ---------------- |
|                  |                  |                  |                  |                  |
|                  |                  |                  |                  |                  |
|                  |                  |                  |                  |                  |
|                  |                  |                  |                  |                  |

| 15 mars 2016 | Émirats arabes unis | 5-1 (1-0, 1-0, 3-1) | Mongolie | Abu Dhabi Arena 143 spectateurs |

| Feuille de match | Feuille de match | Feuille de match | Feuille de match | Feuille de match |
| ---------------- | ---------------- | ---------------- | ---------------- | ---------------- |
|                  |                  |                  |                  |                  |
|                  |                  |                  |                  |                  |
|                  |                  |                  |                  |                  |
|                  |                  |                  |                  |                  |

| 16 mars 2016 | Thaïlande | 7-1 (3-0, 1-0, 3-1) | Singapour | Abu Dhabi Arena 105 spectateurs |

| Feuille de match | Feuille de match | Feuille de match | Feuille de match | Feuille de match |
| ---------------- | ---------------- | ---------------- | ---------------- | ---------------- |
|                  |                  |                  |                  |                  |
|                  |                  |                  |                  |                  |
|                  |                  |                  |                  |                  |
|                  |                  |                  |                  |                  |

| 16 mars 2016 | Mongolie | 2-18 (0-8, 1-4, 1-6) | Taïwan | Abu Dhabi Arena 127 spectateurs |

| Feuille de match | Feuille de match | Feuille de match | Feuille de match | Feuille de match |
| ---------------- | ---------------- | ---------------- | ---------------- | ---------------- |
|                  |                  |                  |                  |                  |
|                  |                  |                  |                  |                  |
|                  |                  |                  |                  |                  |
|                  |                  |                  |                  |                  |

| 18 mars 2016 | Mongolie | 7-3 (2-1, 1-2, 4-0) | Thaïlande | Abu Dhabi Arena 102 spectateurs |

| Feuille de match | Feuille de match | Feuille de match | Feuille de match | Feuille de match |
| ---------------- | ---------------- | ---------------- | ---------------- | ---------------- |
|                  |                  |                  |                  |                  |
|                  |                  |                  |                  |                  |
|                  |                  |                  |                  |                  |
|                  |                  |                  |                  |                  |

| 18 mars 2016 | Taïwan | 6-1 (2-0, 2-0, 2-1) | Émirats arabes unis | Abu Dhabi Arena 410 spectateurs |

| Feuille de match | Feuille de match | Feuille de match | Feuille de match | Feuille de match |
| ---------------- | ---------------- | ---------------- | ---------------- | ---------------- |
|                  |                  |                  |                  |                  |
|                  |                  |                  |                  |                  |
|                  |                  |                  |                  |                  |
|                  |                  |                  |                  |                  |

| Clt   | Équipe              | PJ | V | VP | D | DP | BP | BC | Diff | Pts |
| ----- | ------------------- | -- | - | -- | - | -- | -- | -- | ---- | --- |
| +001, | Taipei chinois      | 4  | 4 | 0  | 0 | 0  | 46 | 6  | +40  | 12  |
| +002, | Émirats arabes unis | 4  | 3 | 0  | 1 | 0  | 17 | 10 | +7   | 9   |
| +003, | Mongolie            | 4  | 2 | 0  | 2 | 0  | 21 | 26 | -5   | 6   |
| +004, | Thaïlande           | 4  | 1 | 0  | 3 | 0  | 12 | 22 | -10  | 3   |
| +005, | Singapour           | 4  | 0 | 0  | 4 | 0  | 5  | 37 | -32  | 0   |

- Vainqueur du Challenge d'Asie de hockey sur glace 2016
- Relégué en Division I en 2017

### Bilan
Invaincu, Taïwan remporte son quatrième titre consécutif, le sixième dans cette compétition. Singapour est quant à lui relégué en Division I pour l'édition 2017 un an après sa promotion dans le groupe élite.
L'émirien Ahmed Al Dhaheri est désigné meilleur gardien de but. Les récompenses de meilleur défenseur et de meilleur attaquant reviennent respectivement aux taïwanais Yen-Lin Shen et Hung-Ju Lin. Auteur de 14 buts et 5 aides pour un total de 19 point, le taïwanais To Weng termine meilleur marqueur du tournoi et est désigné meilleur joueur,.

### Effectif champion
L'effectif de Taïwan  déclaré vainqueur du Challenge d'Asie est le suivant :
- Gardiens de but : Hui-Yu Hsin, Yu-Cheng Liao
- Défenseurs : Tse-Wei Chane, Hsing-Han Chang, Yu-Tung Chao, Yen-Chih Chen, Yen-Lin Shen, Hsiao-Hao Yang
- Attaquants : Jui-Tang Chen, Shao-Hung Hsu, Tzu-Chien Lin, Hung-Ju Lin, Ping-En Lu, Yen-chin Shen, Yu-Ku Wei, To Weng, Chun-Lei Wu
- Entraîneur : Ryan Lang

## DivisionI
La Division I a lieu du 9 au 14 avril 2016 à Bichkek au Kirghizistan. Cinq équipes prennent part au tournoi : l'Inde, le Kirghizistan,  Macao, la Malaisie et le Qatar.
Les cinq équipes participantes sont rassemblées au sein d'une poule unique. Chaque équipe s'affronte une fois. Un classement est ensuite établi. La répartition des points durant cette phase est la suivante : une victoire dans le temps règlementaire vaut 3 points, une victoire après une prolongation (mort subite) ou une séance de tirs de fusillade 2 points, une défaite après une prolongation ou une séance de tirs de fusillade 1 point, une défaite dans le temps règlementaire 0 point. Si deux équipes ou plus sont à égalité de points, seules les rencontres opposant les équipes concernées sont prises en compte pour les départager. L'équipe finissant première est promue dans le groupe élite pour l'édition 2017.

## Résultats
| 9 avril 2016 | Qatar | 1-3 (1-2, 0-1, 0-0) | Malaisie | Katok Gorodskoi 107 spectateurs |

| Feuille de match | Feuille de match | Feuille de match | Feuille de match | Feuille de match |
| ---------------- | ---------------- | ---------------- | ---------------- | ---------------- |
|                  |                  |                  |                  |                  |
|                  |                  |                  |                  |                  |
|                  |                  |                  |                  |                  |
|                  |                  |                  |                  |                  |

| 9 avril 2016 | Inde | 1-11 (0-5, 0-1, 1-5) | Kirghizistan | Katok Gorodskoi 682 spectateurs |

| Feuille de match | Feuille de match | Feuille de match | Feuille de match | Feuille de match |
| ---------------- | ---------------- | ---------------- | ---------------- | ---------------- |
|                  |                  |                  |                  |                  |
|                  |                  |                  |                  |                  |
|                  |                  |                  |                  |                  |
|                  |                  |                  |                  |                  |

| 10 avril 2016 | Macao | 7-6 (TB) (2-0, 1-3, 3-3, 0-0, 1-0) | Inde | Katok Gorodskoi 273 spectateurs |

| Feuille de match | Feuille de match | Feuille de match | Feuille de match | Feuille de match |
| ---------------- | ---------------- | ---------------- | ---------------- | ---------------- |
|                  |                  |                  |                  |                  |
|                  |                  |                  |                  |                  |
|                  |                  |                  |                  |                  |
|                  |                  |                  |                  |                  |

| 10 avril 2016 | Kirghizistan | 9-0 (2-0, 3-0, 4-0) | Qatar | Katok Gorodskoi 427 spectateurs |

| Feuille de match | Feuille de match | Feuille de match | Feuille de match | Feuille de match |
| ---------------- | ---------------- | ---------------- | ---------------- | ---------------- |
|                  |                  |                  |                  |                  |
|                  |                  |                  |                  |                  |
|                  |                  |                  |                  |                  |
|                  |                  |                  |                  |                  |

| 11 avril 2016 | Macao | 4-1 (1-0, 3-0, 0-1) | Qatar | Katok Gorodskoi 57 spectateurs |

| Feuille de match | Feuille de match | Feuille de match | Feuille de match | Feuille de match |
| ---------------- | ---------------- | ---------------- | ---------------- | ---------------- |
|                  |                  |                  |                  |                  |
|                  |                  |                  |                  |                  |
|                  |                  |                  |                  |                  |
|                  |                  |                  |                  |                  |

| 11 avril 2016 | Kirghizistan | 9-5 (3-1, 1-0, 5-4) | Malaisie | Katok Gorodskoi 620 spectateurs |

| Feuille de match | Feuille de match | Feuille de match | Feuille de match | Feuille de match |
| ---------------- | ---------------- | ---------------- | ---------------- | ---------------- |
|                  |                  |                  |                  |                  |
|                  |                  |                  |                  |                  |
|                  |                  |                  |                  |                  |
|                  |                  |                  |                  |                  |

| 13 avril 2016 | Malaisie | 6-1 (1-0, 4-0, 1-1) | Macao | Katok Gorodskoi 94 spectateurs |

| Feuille de match | Feuille de match | Feuille de match | Feuille de match | Feuille de match |
| ---------------- | ---------------- | ---------------- | ---------------- | ---------------- |
|                  |                  |                  |                  |                  |
|                  |                  |                  |                  |                  |
|                  |                  |                  |                  |                  |
|                  |                  |                  |                  |                  |

| 13 avril 2016 | Inde | 2-5 (0-1, 0-1, 2-3) | Qatar | Katok Gorodskoi 129 spectateurs |

| Feuille de match | Feuille de match | Feuille de match | Feuille de match | Feuille de match |
| ---------------- | ---------------- | ---------------- | ---------------- | ---------------- |
|                  |                  |                  |                  |                  |
|                  |                  |                  |                  |                  |
|                  |                  |                  |                  |                  |
|                  |                  |                  |                  |                  |

| 14 avril 2016 | Malaisie | 11-5 (6-0, 2-2, 3-3) | Inde | Katok Gorodskoi 72 spectateurs |

| Feuille de match | Feuille de match | Feuille de match | Feuille de match | Feuille de match |
| ---------------- | ---------------- | ---------------- | ---------------- | ---------------- |
|                  |                  |                  |                  |                  |
|                  |                  |                  |                  |                  |
|                  |                  |                  |                  |                  |
|                  |                  |                  |                  |                  |

| 14 avril 2016 | Macao | 1-8 (0-3, 1-4, 0-1) | Kirghizistan | Katok Gorodskoi 984 spectateurs |

| Feuille de match | Feuille de match | Feuille de match | Feuille de match | Feuille de match |
| ---------------- | ---------------- | ---------------- | ---------------- | ---------------- |
|                  |                  |                  |                  |                  |
|                  |                  |                  |                  |                  |
|                  |                  |                  |                  |                  |
|                  |                  |                  |                  |                  |

| Clt   | Équipe       | PJ | V | VP | D | DP | BP | BC | Diff | Pts |
| ----- | ------------ | -- | - | -- | - | -- | -- | -- | ---- | --- |
| +001, | Kirghizistan | 4  | 4 | 0  | 0 | 0  | 37 | 7  | +30  | 12  |
| +002, | Malaisie     | 4  | 3 | 0  | 1 | 0  | 25 | 16 | +9   | 9   |
| +003, | Macao        | 4  | 1 | 1  | 2 | 0  | 13 | 21 | -8   | 5   |
| +004, | Qatar        | 4  | 1 | 0  | 3 | 0  | 7  | 18 | -11  | 3   |
| +005, | Inde         | 4  | 0 | 0  | 3 | 1  | 14 | 34 | -20  | 1   |

- Promu dans le groupe élite en 2017

### Bilan
Invaincu, le Kirghizistan remporte la Division I et gagne la promotion dans le groupe élite en 2017. Le macanais Te-Lin Chu est désigné meilleur gardien de but, l'indien Ali Amir meilleur défenseur et le malaisien Ban Kim Loke meilleur attaquant. Meilleur marqueur avec 15 buts et 5 aides pour un total de 20 points, le kirghiz Oleg Kolodii reçoit la récompense de meilleur joueur du tournoi,.

### Feuilles de match

#### Division élite
1. ↑  « Game summary SIN - MGL 0-11 »
2. ↑  « Game summary THA - UAE 1-6 »
3. ↑  « Game summary TPE - THA 8-1 »
4. ↑  « Game summary UAE - SIN 5-2 »
5. ↑  « Game summary SIN - TPE 2-14 »
6. ↑  « Game summary UAE - MGL 5-1 »
7. ↑  « Game summary THA - SIN 7-1 »
8. ↑  « Game summary MGL - TPE 2-18 »
9. ↑  « Game summary MGL - THA 7-3 »
10. ↑  « Game summary TPE - UAE »

#### DivisionI
1. ↑  « Game summary QAT - MAS 1-3 »
2. ↑  « Game summary IND - KGZ 1-11 »
3. ↑  « Game summary MAC - IND 7-6 »
4. ↑  « Game summary KGZ - QAT »
5. ↑  « Game summary MAC- QAT 4-1 »
6. ↑  « Game summary KGZ - MAS 9-5 »
7. ↑  « Game summary MAS - MAC 6-1 »
8. ↑  « Game summary IND - QAT 2-5 »
9. ↑  « Game summary MAS - IND 11-5 »
10. ↑  « Game summary MAC - KGZ 1-8 »